# Matej Žniderčič
Matej Žniderčič, slovenski strelec, * 11. oktober 1975, Renče.
Zniderčič je tekmovalec v disciplini trap streljanja na glinaste golobe. Leta 2007 je postal državni prvak, leta 2008 pa pokalni prvak Slovenije. Največji mednarodni uspeh je 6. mesto na Evropskem prvenstvu 2008 v Nikoziji (Ciper).